# Piorun

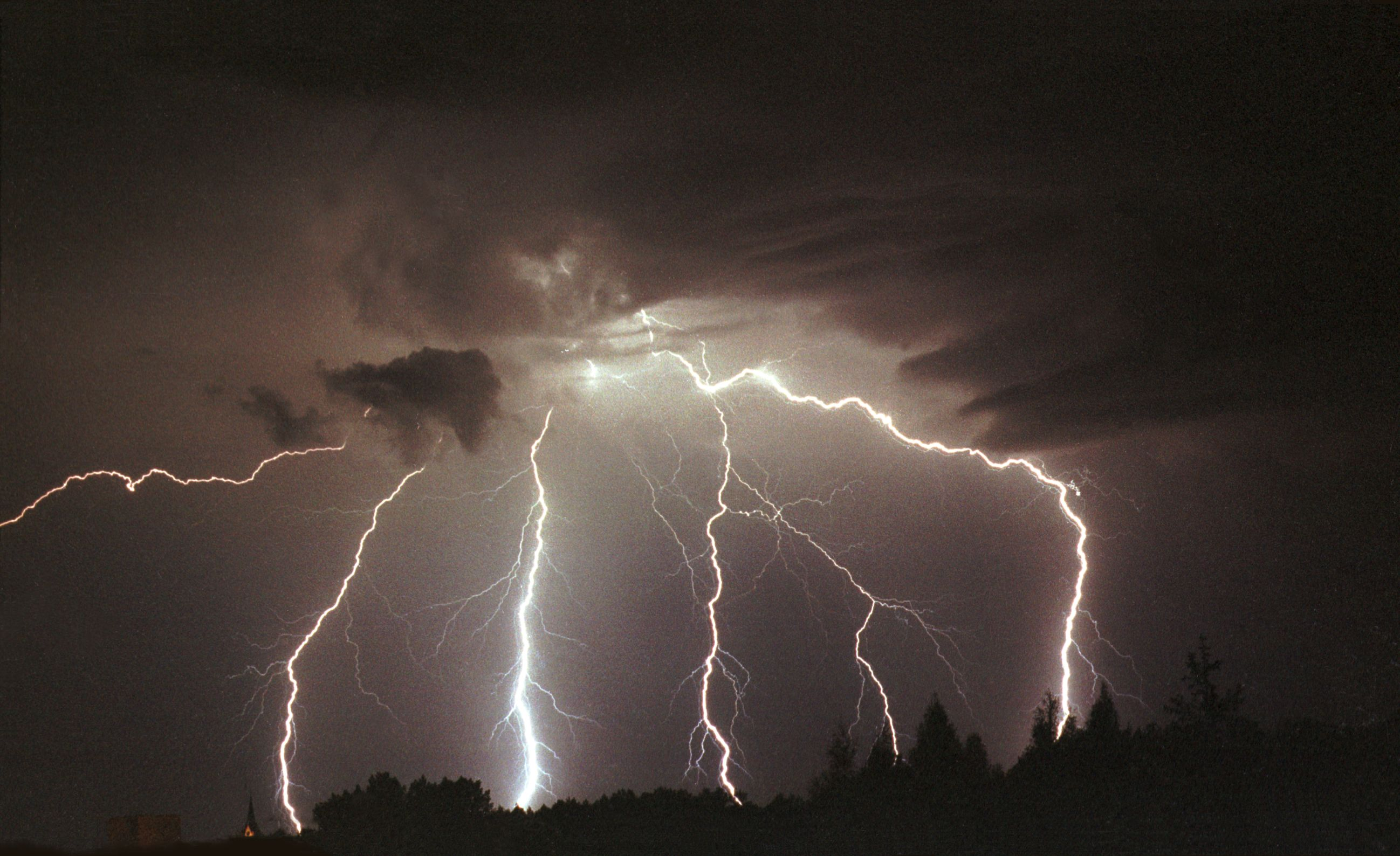
Piorun

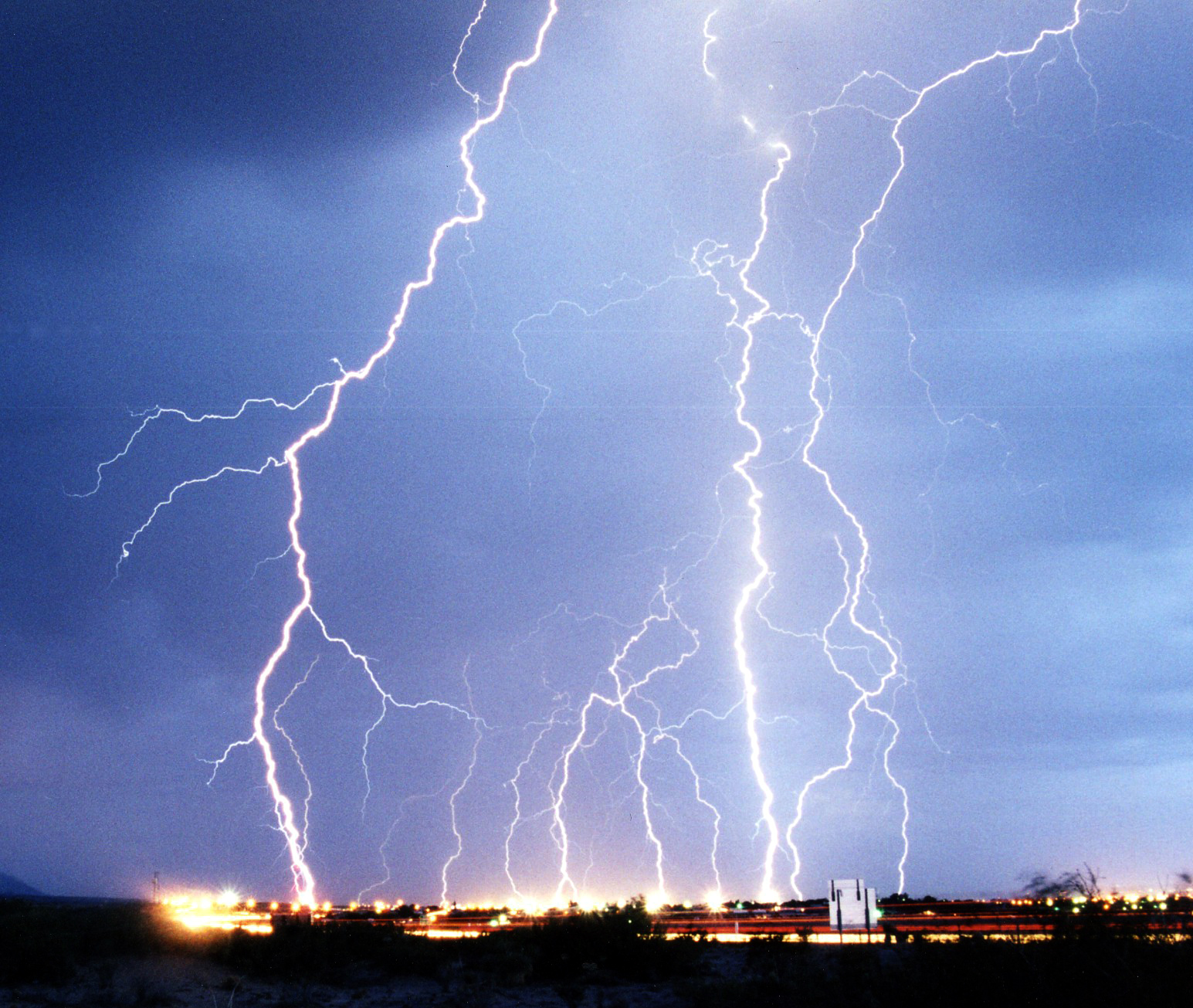
Błyskawica

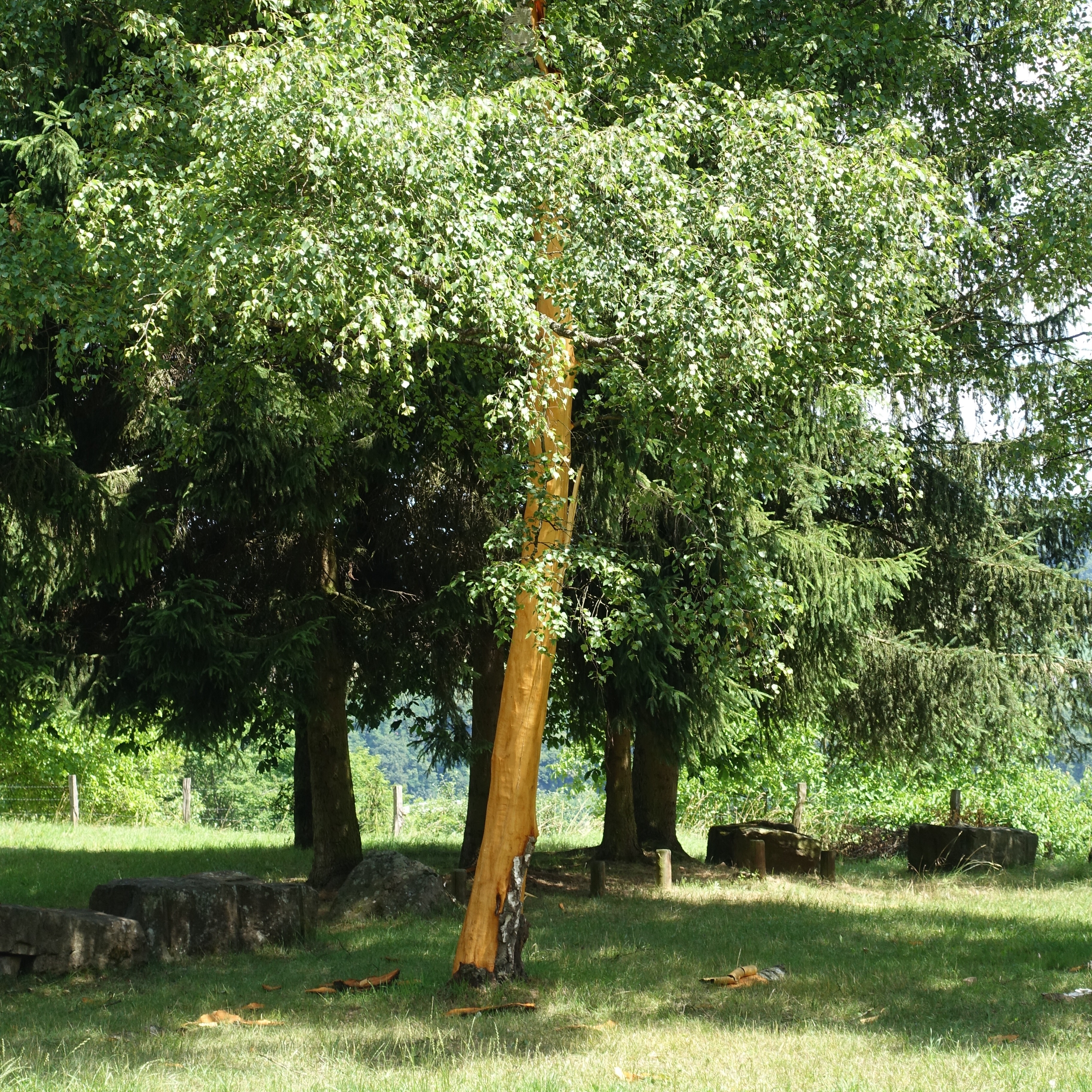
Wybuchowe ciśnienie pary między pniem a korą z uderzenia pioruna zdmuchnęło korę brzozy

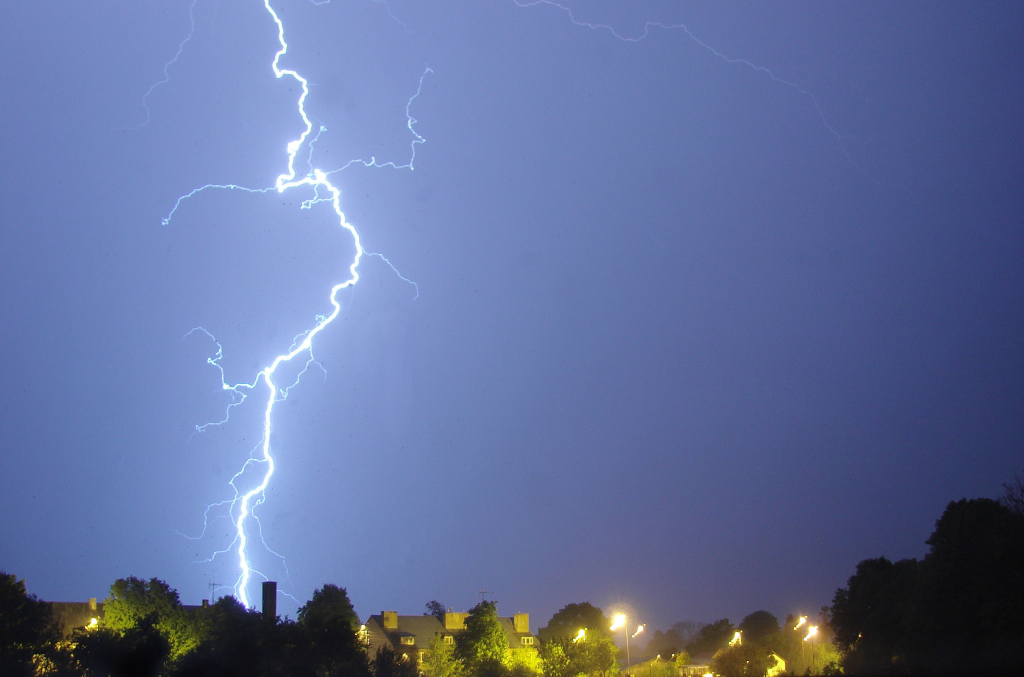
Piorun

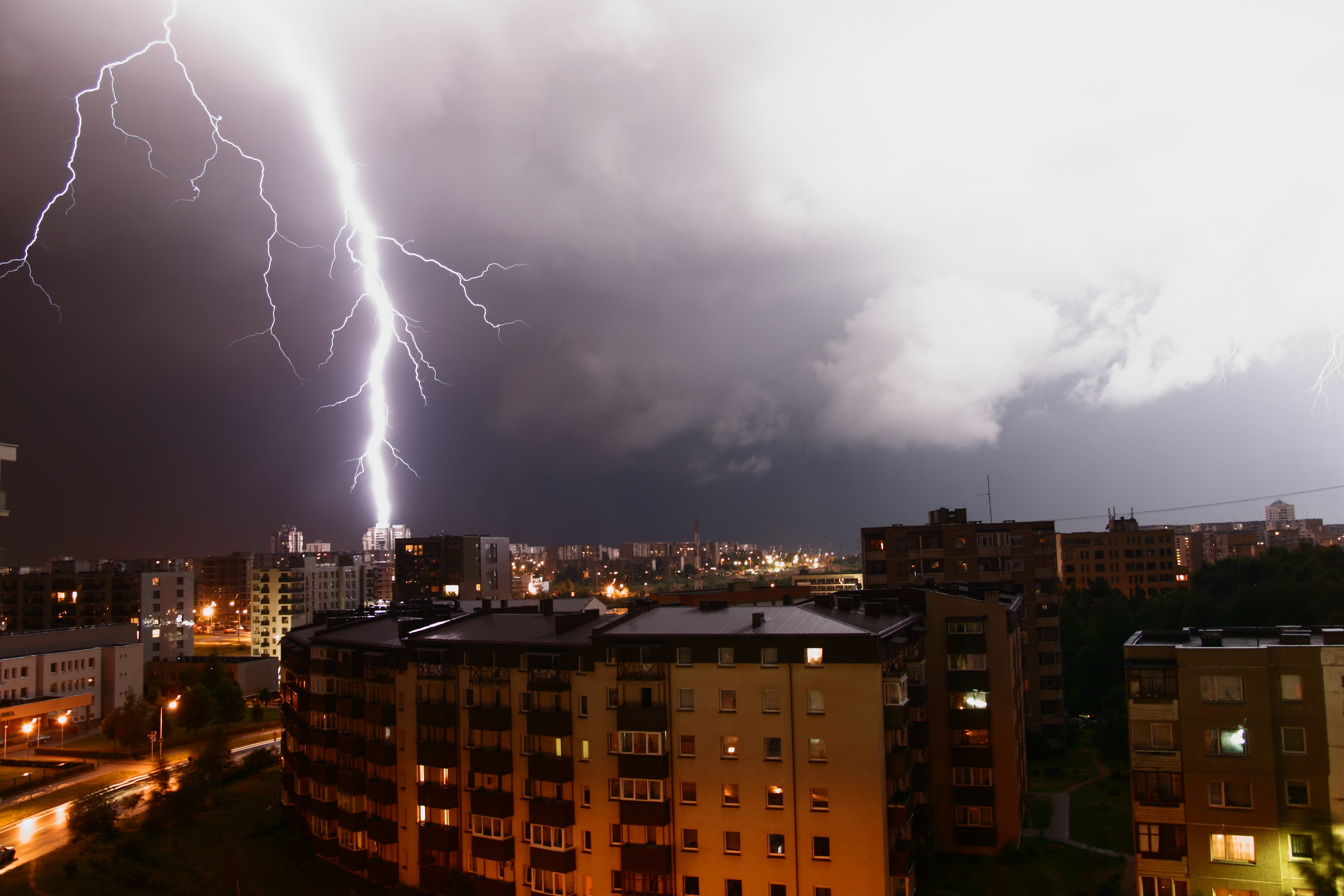
Błyskawice i pioruny nad Wilnem

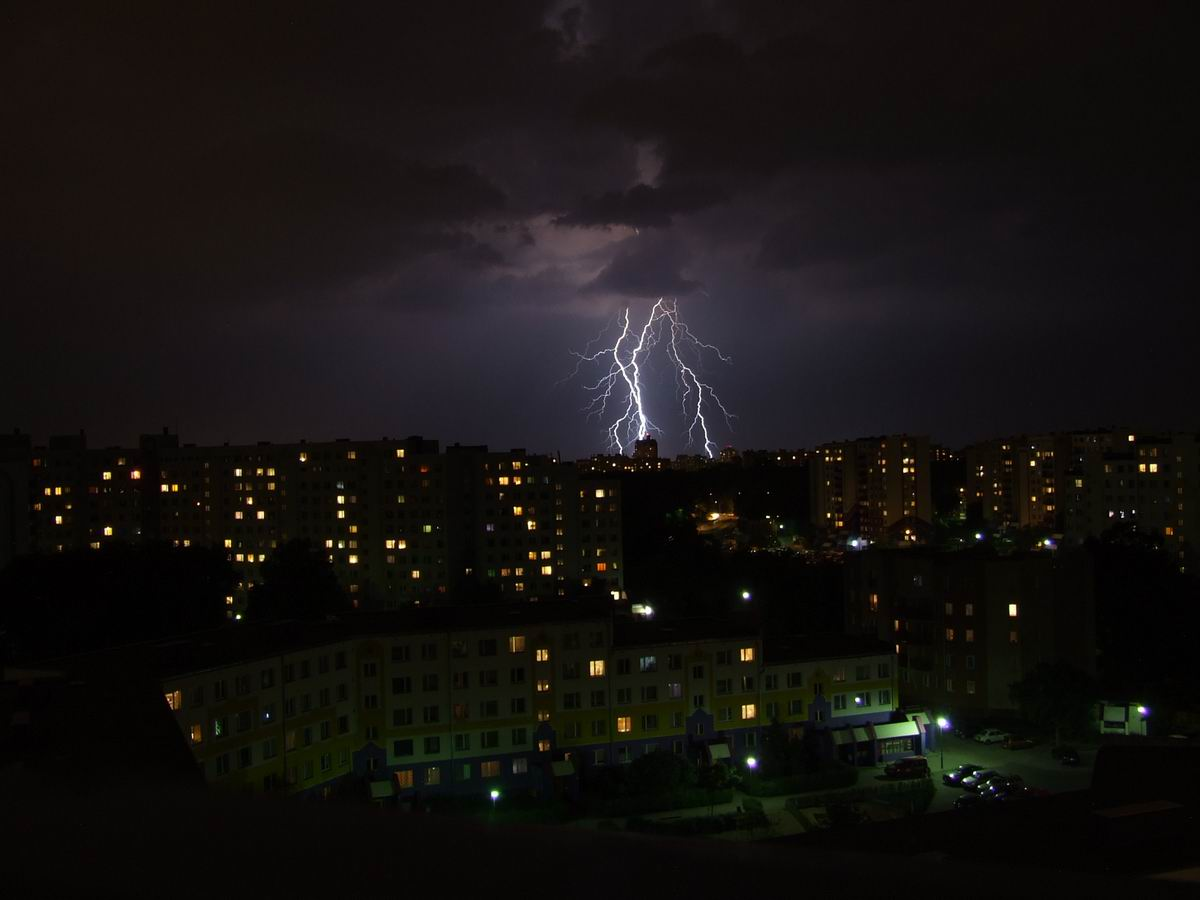
Piorun

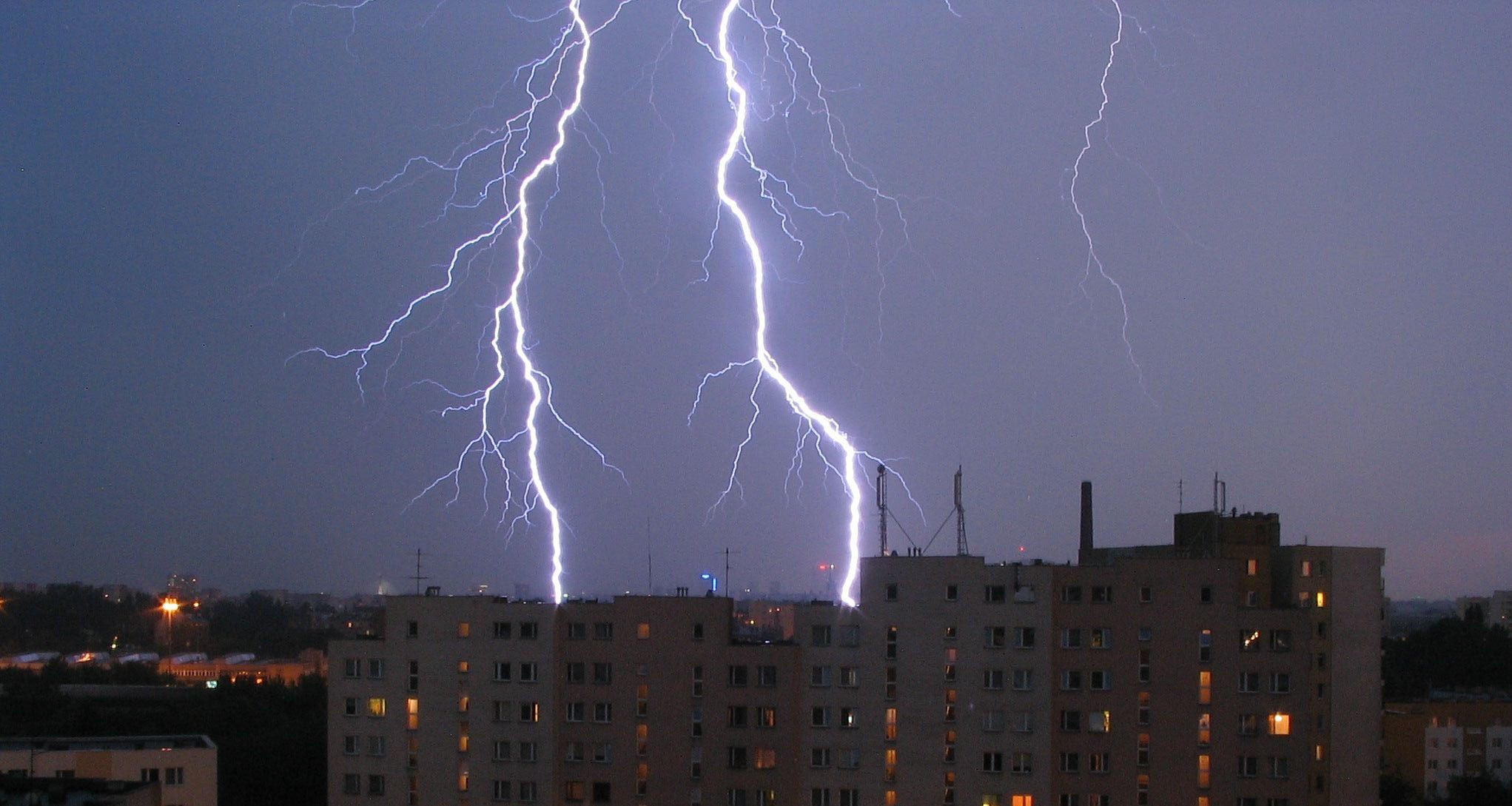
Błyskawice

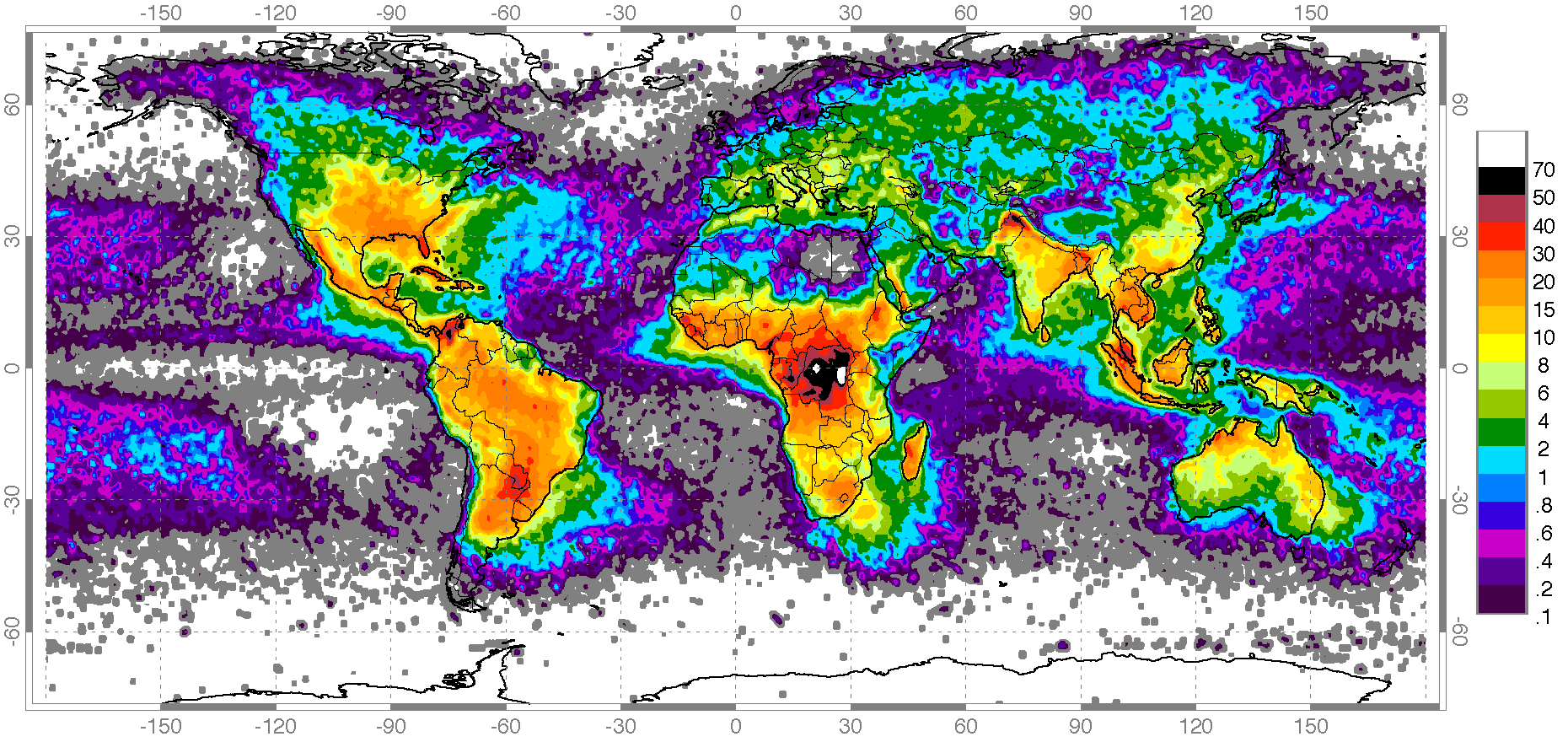
Częstotliwość błyskawic w ciągu roku na km²

Piorun – w meteorologii bardzo silne wyładowanie elektrostatyczne w atmosferze powstające naturalnie, zwykle towarzyszące burzom. Piorunowi często towarzyszy grom dźwiękowy (grzmot) oraz zjawisko świetlne zwane błyskawicą. Może ono przybierać rozmaite kształty i rozciągłości, tworzyć  linie proste lub rozgałęziać się do góry lub w dół. Występują błyskawice, które widoczne są jedynie jako rozjaśnienie powierzchni chmury, inne znów w ciągu ułamka sekundy przypominają swym kształtem świecący sznur pereł.
Podczas uderzenia pioruna wyzwala się energia. Główna jej część zostaje rozproszona w postaci ciepła w powietrzu tworzącym kanał plazmy tzn. ogrzanie i jonizacja składników powietrza w kanale, energia cieplna w większości rozprasza się, niewielka jej część przekształca się na błysk i grzmot, który słychać na odległość do 16-24 km. Część pierwotnej energii elektrycznej zostaje rozładowana w punkcie uderzenia łuku elektrycznego w powierzchnię ziemi, co może być bardzo niebezpieczne dla znajdujących się w pobliżu ludzi oraz urządzeń.
Wewnątrz chmury burzowej wieje silny wiatr mieszający krople wody i drobiny lodu, które trą mocno o siebie. Lód przemieszcza się ku górze chmury, po drodze oddając elektrony wodzie, więc szczyt chmury staje się elektrododatni. Pioruny mogą powstawać także wskutek tarcia między drobinami pyłu podczas burz pyłowych lub w chmurach popiołów i gazów powstałych podczas erupcji wulkanicznych i pożarów lasów.
Poza wyładowaniami doziemnymi pioruny biją również w odwrotnym kierunku; z badań wynika, że takowe stanowią około 15% wszystkich wyładowań, a najpotężniejszy z badanych miał aż 70 km długości.

## Skutki uderzeń pioruna
Piorun może wywołać pożar. Uderzenia rozrywają pnie drzew i mury, potrafią oderwać płyty kamienne wykładzin dachowych, murów ważące do 100 kg i odrzucić je na kilka metrów, przepalają cienkie druty, wywołują uszkodzenia instalacji elektrycznych, telefonicznych i innych opartych na metalowych przewodach, niszczą urządzenia elektryczne. Temperatura w kanale przewodzenia pioruna jest tak wielka, że krzemionka zawarta w ziemi w miejscu uderzenia topi się, tworząc naturalne szkło nazywane fulgurytem. Działanie na urządzenia elektryczne wywołane jest poprzez bezpośrednie uderzenie pioruna w sieć elektroenergetyczną, a także w przypadku indukowania się napięcia tzw. impulsu elektromagnetycznego, gdy piorun uderzy w pobliżu sieci.
Impuls ten powstaje wskutek wytworzenia przez prąd elektryczny pioruna krótkotrwałego pola magnetycznego. Indukuje on napięcie we wszystkich obwodach i urządzeniach elektrycznych (w tym w liniach elektroenergetycznych, sieciach telekomunikacyjnych, instalacjach antenowych itp.) znajdujących się w pobliżu miejsca uderzenia pioruna. Napięcie impulsu blisko uderzenia jest tak duże, że może spowodować poważne uszkodzenia i zniszczenia sieci oraz przyłączonych do tych sieci urządzeń.
W celu ochrony przed skutkami przepięć wywołanych przez impuls elektromagnetyczny w sieciach elektroenergetycznych stosowane są specjalne aparaty elektryczne zwane ochronnikami przepięciowymi
Wyładowania atmosferyczne zagrażają aparaturze elektronicznej w dwojaki sposób:
- przepływ prądu piorunowego może uszkodzić aparaturę i instalacje
- impuls elektromagnetyczny spowodowany wyładowaniem, może indukować duże napięcie.

Parametry wyładowania piorunowego:
- wartość szczytowa prądu
- czas narastania prądu (maksymalna stromość prądu)

Wartość szczytowa prądu określa natężenie prądu, który może popłynąć przez kanał piorunowy wskutek uderzenia pioruna. Załóżmy, że wartość szczytowa prądu pioruna, który uderzył w budynek wynosi 140 kA. Niech rezystancja uziemienia (bezindukcyjnego) budynku wynosi 2 omy (obowiązujące w Polsce przepisy wymagają wartość mniejszą od 10 omów PN-EN 60364). Napięcie związane z przepływem tego prądu wynosi 280 kV. Jeżeli nie zostały zainstalowane ochronniki przepięciowe takiemu właśnie zakłóceniu zostaną poddane linie zasilające i telekomunikacyjne.
Czas narastania prądu jest kolejnym parametrem wyładowania. Im jest on krótszy, tym krótszy jest impuls elektromagnetyczny powstający podczas wyładowania. Napięcie zakłócające, które może się indukować podczas przepływu fali elektromagnetycznej jest proporcjonalne właśnie do wartości tego parametru.
Pole elektromagnetyczne powstałe podczas wyładowania ma wąskie widmo w zakresie fal długich. Dlatego może z łatwością wnikać do wnętrza budynków. Dodatkowo, ma ono charakter magnetyczny co utrudnia ekranowanie. Napięcie indukowane przez taki impuls może osiągać wartości 100 V/m² (w przypadku gdy piorun uderzył 100 m od urządzenia, dziesięciokrotne skrócenie tej odległości powoduje dziesięciokrotny wzrost SEM).

## Skutki uderzenia pioruna w człowieka
Ważniejsze skutki uderzenia pioruna w człowieka
- oparzenia,
- pobudzenie,
- upośledzenie słuchu i wzroku,
- apatia,
- uszkodzenie układu nerwowego (np. paraliż kończyn),
- drgawki,
- upośledzenie funkcji nerek,
- uszkodzenie układu sercowo-naczyniowego (rytm serca może być nieprawidłowy, może dojść do zatrzymania krążenia),
- upośledzenie funkcji układu pokarmowego, np. ostra rozstrzeń żołądka.

## Zasady ochrony przed piorunami

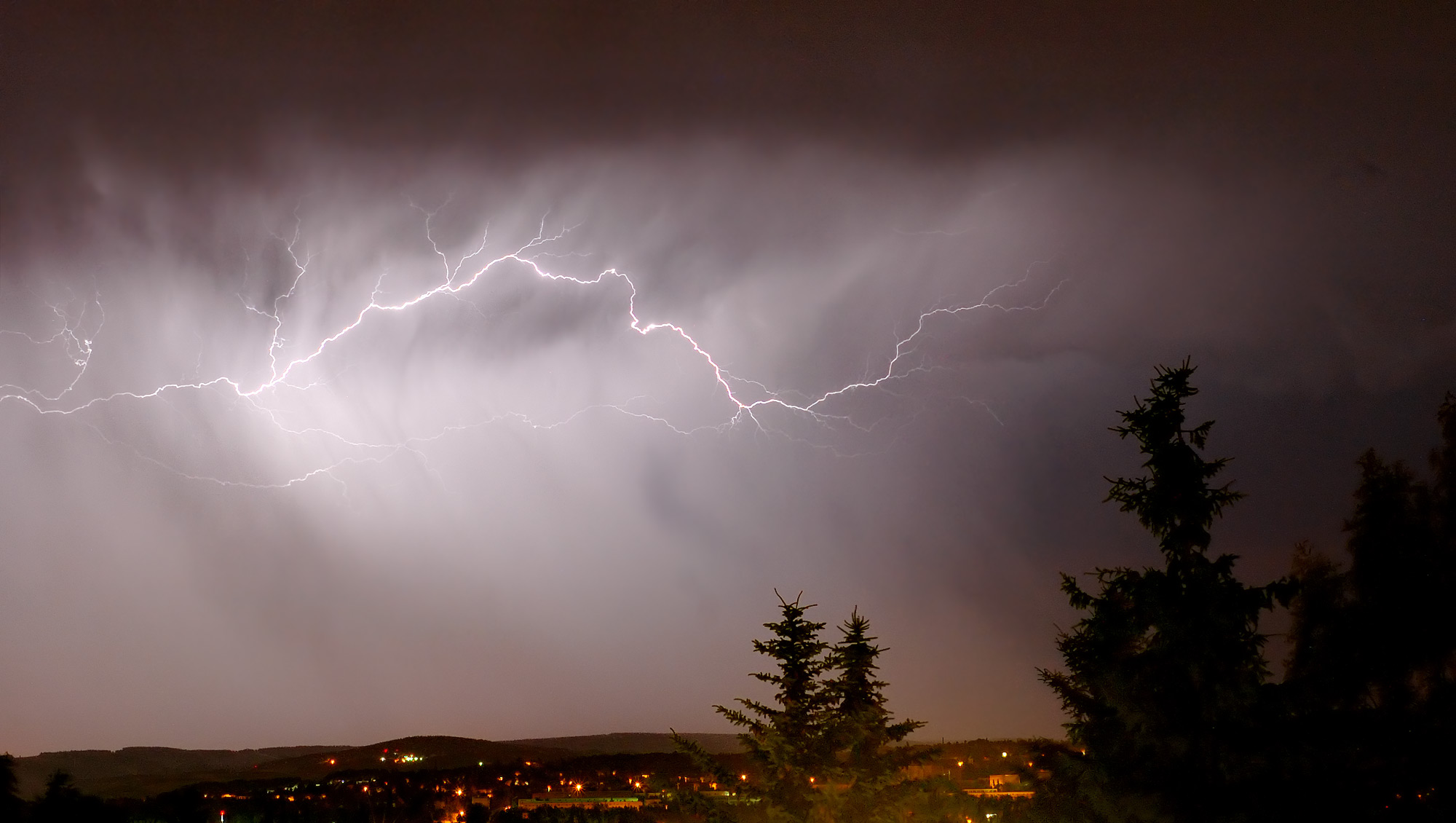
Błyskawica przeskakująca między chmurami

W USA pioruny zabijają 50-55 osób rocznie, natomiast w Polsce 3 do 5 osób. Ponad 80 proc. osób trafionych błyskawicami to mężczyźni. Zaleca się, by w czasie burzy nie kąpać się, nie chodzić na spacery, nie stawać pod samotnie rosnącymi drzewami (prąd wyładowania przepływający rdzeniem drzewa doprowadza do gwałtownego odparowania znajdującej się w nim wody i w efekcie bardzo groźnego wybuchu), ani w pobliżu wysokich metalowych masztów, w które często uderza piorun, oraz w pobliżu linii elektroenergetycznych.
Osoba przebywająca na otwartej przestrzeni powinna znaleźć pomieszczenie, budynek, ziemiankę i ukryć się w nim. Z braku innej możliwości schronić się w zagłębieniu terenu, nie kłaść się na ziemi. Najbezpieczniej jest ukucnąć ze złączonymi i podciągniętymi do siebie nogami, ponieważ po uderzeniu pioruna, w wyniku rozpływu ładunku w postaci prądów powierzchniowych, może dojść do przepływu prądu między stopami poprzez ciało ofiary (skutek powstania różnicy potencjałów, tzw. napięcia krokowego). Należy odrzucić lub położyć na ziemi duże przedmioty metalowe przewodzące prąd. Trzeba również oddalić się od zbiorników wodnych i cieków (podobnie połacie wilgotnego mchu stanowią zagrożenie). Osoby znajdujące się w górach powinny niezwłocznie zejść ze szczytów i grani, około 100 metrów niżej, najlepiej na stronę zawietrzną (przeciwną do kierunku zbliżania się burzy). Mogą one usiąść na plecakach (nie na stelażu, który może przewodzić prąd elektryczny), tak aby odizolować się od podłoża i zabezpieczyć przed wtórnym porażeniem od prądów powierzchniowych. Próbując kryć się w jaskiniach lub wnękach trzeba uważać, aby nie znaleźć się w miejscach, w których można stać się „pomostem” dla przepływających prądów (np. wejścia jaskiń, wąskie lub niskie groty). Strop powinien znajdować się co najmniej 3 metry nad nami, a ściany 1 metr od nas. Nie można dotykać wysokich, pionowych ścian skał. Bardzo dobrymi miejscami na schrony są wnętrza klatek, kratownic (w tym i masztów), wagoników kolejki górskiej. Nie wolno jednak dotykać metalowych elementów konstrukcji. Także samochody chronią przed piorunem. Wymienione obiekty spełniają funkcję klatki Faradaya. Grupy osób pozostające na otwartej przestrzeni powinny się rozproszyć w odległości do kilkudziesięciu metrów, tak by na wypadek porażenia część grupy mogła udzielić pomocy porażonym.
Budynki i inne wysokie konstrukcje muszą być zabezpieczone piorunochronem, chroniącym je w czasie burzy. Instalacje elektryczne, w tym i sieci przesyłowe zabezpiecza się bezpiecznikami przeciwprzepięciowymi.
W domu podczas burzy należy unikać korzystania z telefonów stacjonarnych przewodowych oraz urządzeń elektrycznych, przede wszystkim tych obsługiwanych ręcznie. Korzystanie z tych urządzeń grozi porażeniem impulsem rozchodzącym się w przewodach instalacji, który może doprowadzić do śmierci. Sprzęt domowy, zwłaszcza elektronikę – RTV, komputery itp. należy odłączyć od sieci elektrycznej i innych instalacji przewodowych (np. instalacji antenowych, telekomunikacyjnych, sieci internetowych, TV kablowej itp.), co zapewni ochronę tych urządzeń przed wyładowaniami atmosferycznymi.

## Chmury burzowe

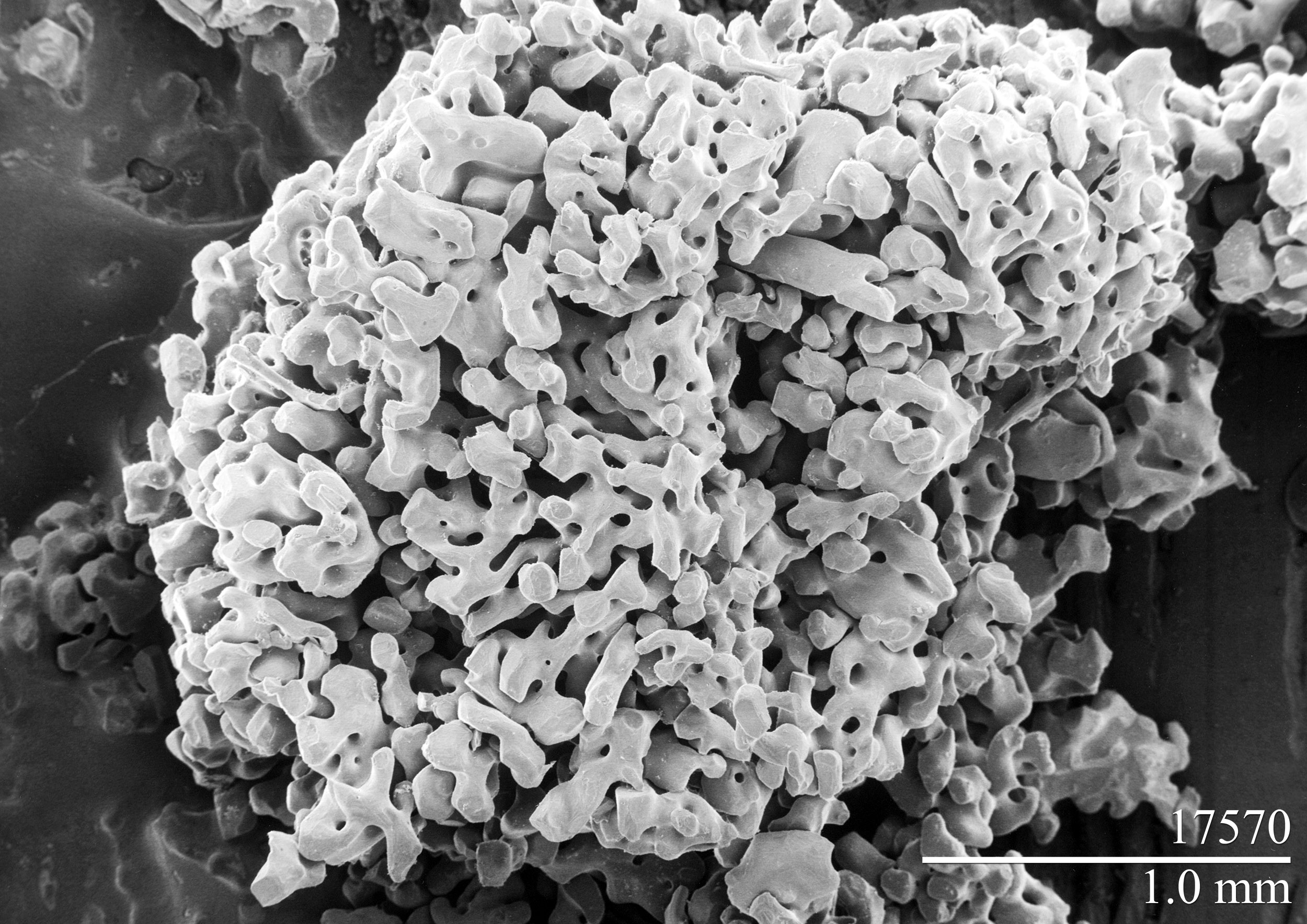
Krupy lodowe, zdjęcie pod mikroskopem elektronowym

Uważa się, że ładunek elektryczny w powietrzu powstaje w wyniku powszechnie znanych mechanizmów elektryzowania głównie przez indukcję elektrostatyczną oraz pocieranie. Choć główny mechanizm jest znany, to szczegóły zjawisk zachodzących w chmurach burzowych są niezwykle złożone a opis wciąż tylko hipotetyczny.
Kiedy na skutek zderzenia zimnych i ciepłych mas powietrza powstaje silny prąd wznoszący, tworzą się chmury burzowe (kłębiasto-deszczowe, cumulonimbus) mające wysokość nawet kilkunastu (10-20) kilometrów. Ruch powietrza powoduje wzajemne zderzanie ze sobą kryształów lodu oraz kropel wody. Dotykanie się lub pocieranie ciał wykonanych z różnych substancji albo z jednakowej substancji ale różnej budowie krystalicznej bądź też o różnych temperaturach wywołuje elektryzowanie się tych ciał. Kiedy krople w chmurze burzowej są gwałtownie unoszone do góry, w ciągu krótkiego czasu ich temperatura spada do -10 °C, -20 °C i zamarzając tworzą krupy lodowe. Krupy zderzają się z już zamrożonymi kryształkami lodu, co pozostawia na nich niewielki ujemny ładunek. Kryształki otrzymują ładunek dodatni. Każde zetknięcie się i rozdzielenie ciał znajdujących się w polu elektrycznym elektryzuje oba ciała przeciwnymi ładunkami. Proces ten zachodzi gdy wznoszące się powietrze znajdzie się w pobliżu już naelektryzowanego obszaru, podczas zderzania się krup lodowych lub też podczas rozpadu lub tylko ocierania się kropelek wody. Zjawisko elektryzowania przez indukcję staje się szczególnie wydajne gdy chmura lub obszar obok niej jest już w pewnym stopniu naelektryzowany i odgrywa główną rolę w elektryzowaniu się chmury.
Prąd powietrza rozdziela lżejsze kryształki lodu od krup unosząc je do góry. Krupy opadają na dół chmury i w ten sposób powstaje różnica potencjałów rzędu od 10 do 100 milionów woltów.
W latach 90. XX w uczeni zwrócili uwagę na elektryzowanie powietrza przez promieniowanie gamma. Zewnętrzne warstwy atmosfery są stale bombardowane promieniowaniem gamma, promieniowanie to jest pochłaniane przez powietrze, podczas pochłaniania z atomów wybijane są elektrony, dodatnie jony pozostają w miejscu, a wybite elektrony poruszają się w kierunku ruchu (głównie w dół) wybijającego je promieniowania, po przebyciu kilku centymetrów zatrzymują się i przyłączają do atomów powietrza. W wyniku tego procesu między jonosferą i powierzchnią Ziemi powstaje różnica potencjałów.

## Wyładowanie pilotujące

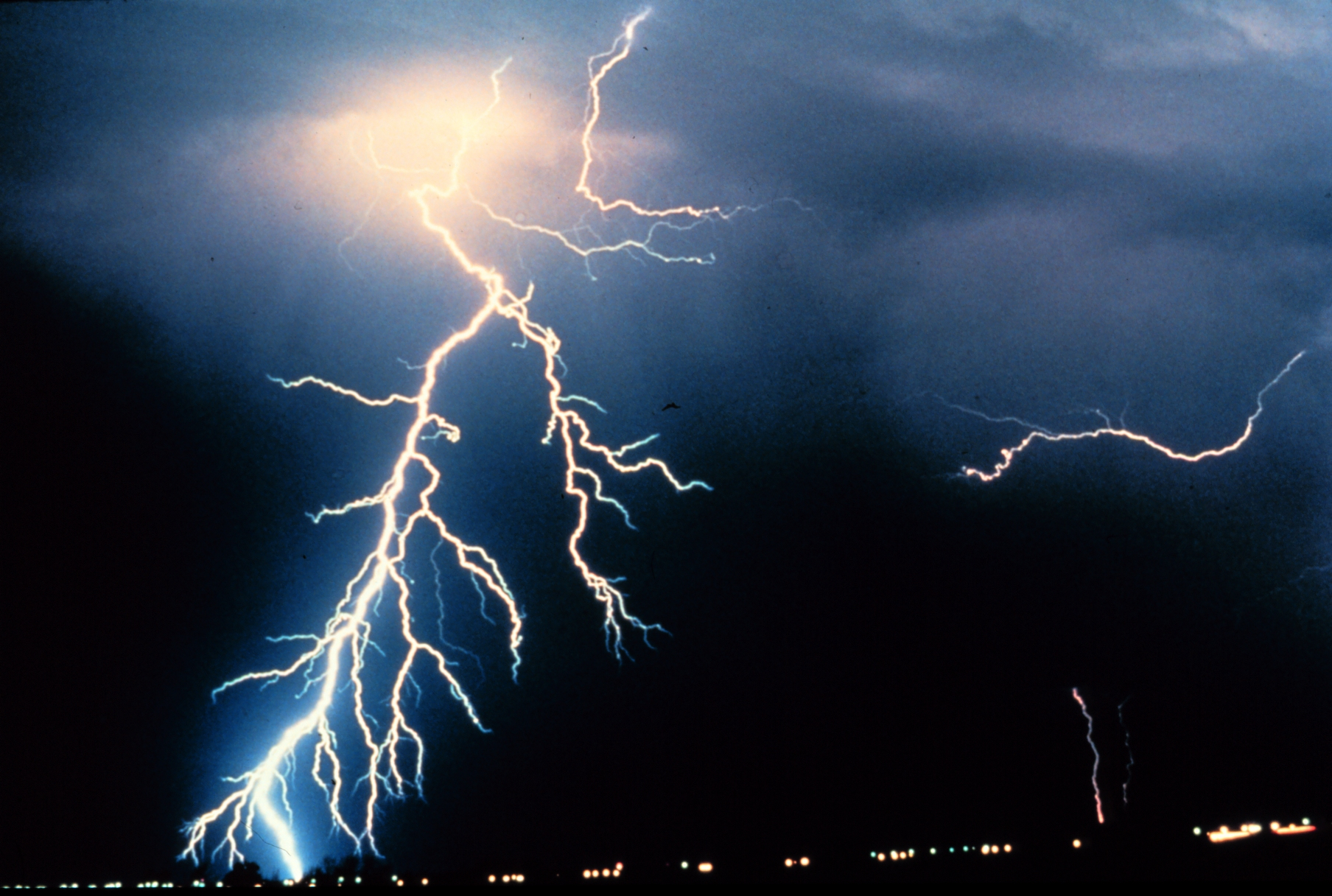
Piorun

Kiedy różnica potencjałów stanie się wystarczająco duża, może rozpocząć się wyładowanie elektryczne. Według hipotezy zaproponowanej przez Aleksandra Gurewicza z Instytutu Lebiedewa w Rosji drogę wyładowania pilotującego wytyczają wysokoenergetyczne cząstki promieniowania kosmicznego. Zderzenie cząstki promieniowania kosmicznego z atomem powietrza prowadzi do powstania kaskad cząstek wtórnych wytwarzających strumienie elektronów. W ten sposób w górnej naładowanej ujemnie części chmury rozpoczyna się wyładowanie pilotujące (lider, prekursor). Strumienie naładowanych cząstek pokonują odległość do ziemi skokami o długości od 30 do 50 metrów. Zachodzi przy tym jonizacja powietrza, co zmniejsza opór elektryczny. Cały proces może trwać od ok. 10 do ok. 100 milisekund (tysięcznych części sekundy). Często wyładowanie pilotujące rozdziela się na wiele odnóg, z których tylko jedna dociera do celu.

## Wyładowanie główne

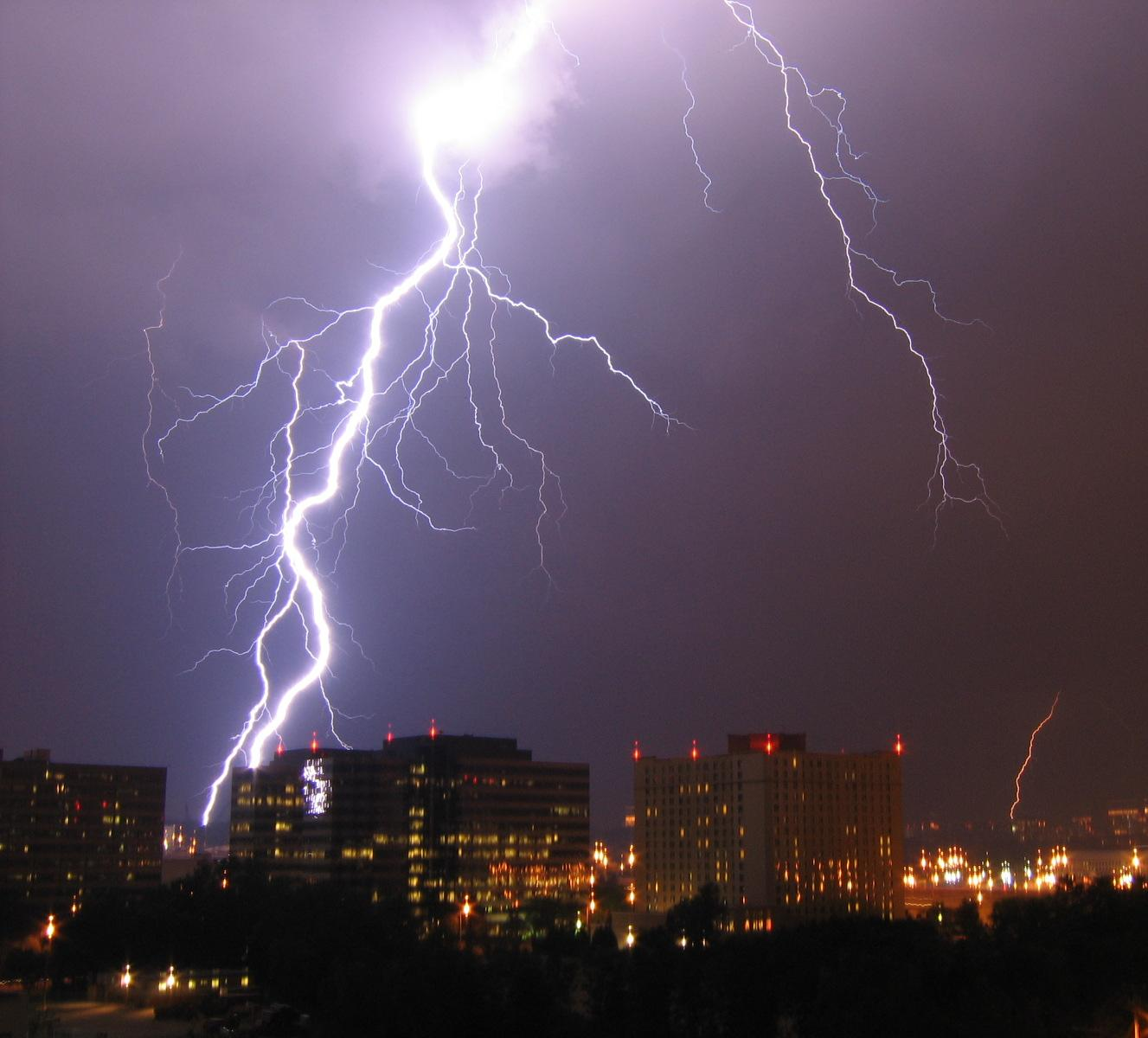
Piorun

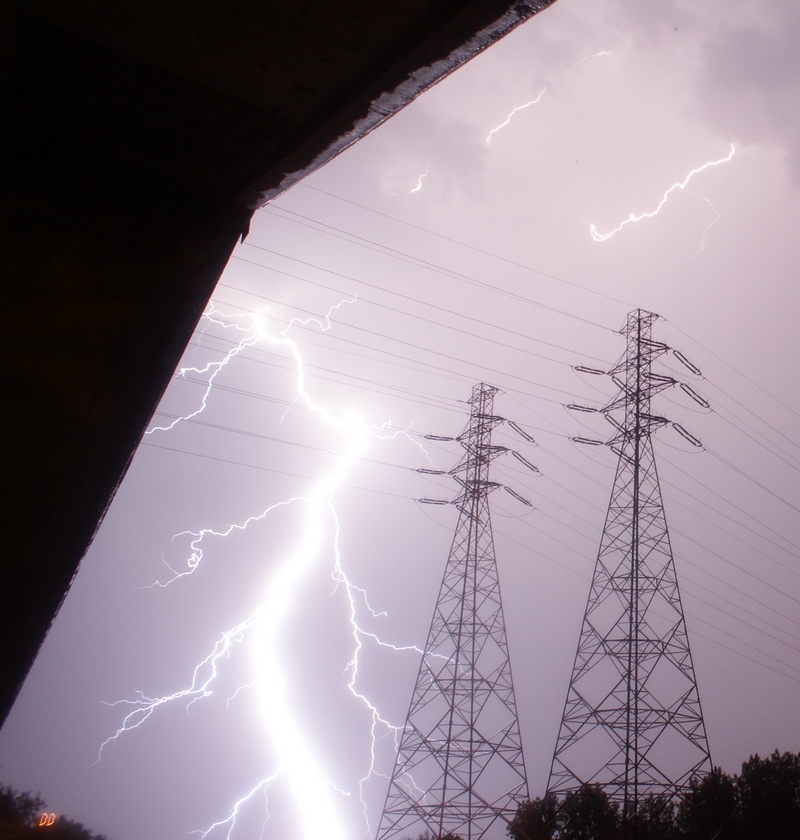
Wyładowanie główne z bliska

Kiedy cały kanał od ziemi do chmury jest zjonizowany, znacznie zmniejsza się opór powietrza, co pozwala na przepływ znacznej ilości ładunku. Wyładowanie główne porusza się ze znacznie mniejszą prędkością rzędu 10 000 km/s (prędkość tzw. PILOTA wynosi 30 000 km/s). Główny impuls trwa kilkadziesiąt milionowych części sekundy, a przepływ prądu zanika zwykle po kilkuset.
Kiedy ujemne wyładowanie zbliży się do ziemi, od dołu wyrusza mu na spotkanie jego dodatni odpowiednik. Zwykle jego źródłem są wysoko położone obiekty (drzewa, maszty, budynki). Prawa elektrostatyki powodują, że bardzo skutecznym źródłem dodatniego wyładowania pilotującego są ostro zakończone metalowe przedmioty (patrz Ognie świętego Elma). Natężenie prądu wynosi około 250 000 A, napięcie około 30 milionów V.
Czasami wyładowanie główne pochodzące z chmury nazywane jest udarem przewodnim. Po nim występuje zwykle udar powrotny, w którym ładunek dodatni płynie z ziemi do chmury tym samym kanałem. Zwykle każde uderzenie powrotne jest opóźnione o 30-tysięcznych części sekundy.
Wyładowanie główne niesie ze sobą prąd o natężeniu od 30 do 50 kA, przy różnicy potencjałów 10 do 100 milionów V, ale zdarzają się i wyładowania wytwarzające 150 kA. W czasie uderzenia przepływa ładunek rzędu 5 kulombów, a całkowita energia odpowiada 140 kWh (504 MJ). Taka ilość energii wystarczyłaby, aby żarówka o mocy 100 W świeciła przez dwa miesiące. Odpowiada to również energii wybuchu 122 kg trotylu. Średnie dane dotyczące piorunów mogą się różnić zależnie od warunków atmosferycznych typowych dla danego klimatu.
Według najnowszych badań Instytutu Fizyki Atmosfery na Uniwersytecie Arizony w Tucson stwierdzono, że 35 proc. piorunów uderza w ziemię w dwa, a nawet w większą liczbę miejsc, odległych od siebie o dziesiątki metrów. Na jeden piorun przebiegający z chmury do ziemi przypada średnio około 1,45 miejsc trafień.
Niewyjaśnione do dziś pozostają przyczyny powstawania wyładowań w wulkanach. Robocza hipoteza zakłada, że pęcherzyki magmy oraz cząstki wyrzucanego do atmosfery pyłu wulkanicznego są naładowane elektrycznie, co skutkuje tworzeniem się błyskawic.

## Wyładowanie do jonosfery

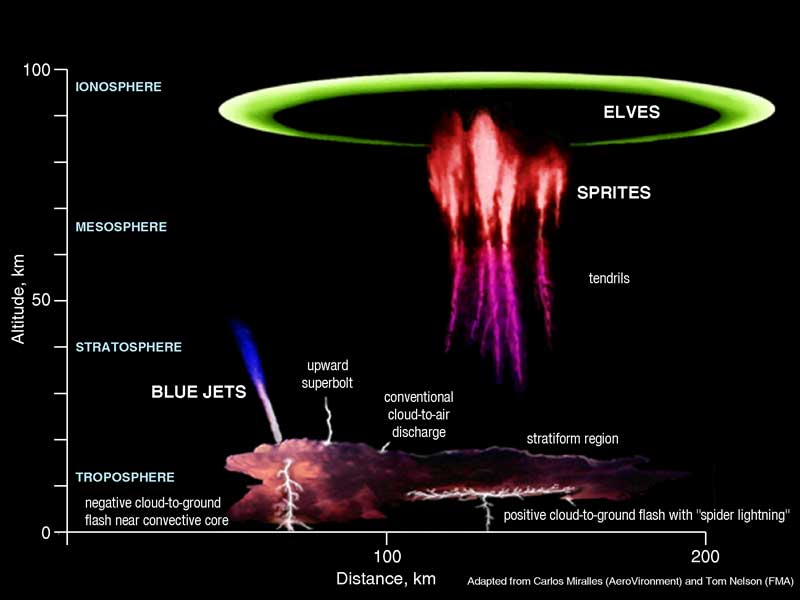
Zjawiska optyczne towarzyszące chmurom burzowym

Pierwszy raz wzmianki o wyładowaniu z chmury burzowej do góry pojawiły się w roku 1886, ale potwierdzenie znalazły dopiero ostatnio.
Najczęściej obserwowany rodzaj wyładowania do jonosfery pojawia się tylko w chmurach cumulonimbus wznoszących się wysoko do góry. Ma ono zwykle kolor czerwono pomarańczowy, podobny do światła lamp neonowych i trwa dłużej niż zwykły piorun. Zwykle jest widoczne przez 17 ms. Jego źródłem jest bardzo silny piorun w kierunku ziemi, który pozbawia chmurę ładunku dodatniego. Wyładowanie w kierunku jonosfery może mieć wysokość do 50 km i pojawia się około 100 ms później. Często wyładowanie jest podwójne, a wokół niego na skutek rozgrzania plazmy powstaje poświata.
Pierwsze zdjęcia wyładowania do jonosfery wykonali 6 czerwca 1989 roku naukowcy z University of Minnesota. Nazwali to zjawisko angielskim słowem sprite nawiązującym do postaci ze sztuki Szekspira.
Rzadszym rodzajem wyładowań do jonosfery są błękitne smugi (ang. blue jets), pierwszy raz zaobserwowane w 1989 z pokładu promu kosmicznego, fotografowane i badane w następnych latach. Sięgają one od szczytu chmury burzowej, do wysokości około 50 km (obserwowano też znacznie dłuższe, sięgające 80 km). Mają postać wąskich, błękitnych stożków i są jaśniejsze, niż sprites. W przeciwieństwie do tych ostatnich, nie wydają się bezpośrednio związane z silnymi wyładowaniami w kierunku ziemi. Mechanizm ich powstawania prawdopodobnie wiąże się z tworzeniem się kanałów silnie zjonizowanego gazu pomiędzy wierzchołkiem chmury a jonosferą.
W roku 1990 pierwszy raz zaobserwowano, również z pokładu promu kosmicznego, elfy (ang. elves) – bardzo krótkie (0,5 ms) i słabe rozbłyski o kształcie dysku lub torusa, ponad chmurą burzową, na wysokości 85–100 km, skojarzone z silnymi wyładowaniami poniżej chmury. Są one zbyt krótkie i słabe by mogły być obserwowane gołym okiem, widoczne są tylko dla czułych kamer. Najprawdopodobniej wywołuje je oddziaływanie impulsu elektromagnetycznego (EMP), generowanego przez uderzenie pioruna, z jonosferą.
W roku 1994 satelita przeznaczony do obserwacji promieniowania rentgenowskiego i gamma pochodzącego z kosmosu, odkrył silne rozbłyski gamma pochodzące z atmosfery ziemskiej, ponad chmurami burzowymi. Pochodzą one od hamowania elektronów (promieniowanie hamowania) rozpędzonych do energii 20–40 MeV w górnych warstwach atmosfery. Nie jest obecnie jasne, czy są one bezpośrednio związane z jakimś rodzajem wyładowań do jonosfery.
Słabiej zbadane są odkryte ostatnio zjawiska jasnych i długotrwałych (do 2 s) błyskawic rozciągających się od chmury burzowej w górę, oraz tzw. pixies – rozbłysków wierzchołka chmury.

## Pioruny poza Ziemią
Błyskawice mogą występować także w atmosferach innych planet. Wyładowania atmosferyczne zostały zaobserwowane na Jowiszu, Saturnie oraz Wenus i Marsie. Od misji radzieckich sond Wenera i amerykańskich sond Pioneer w latach 70. i 80. XX wieku istniały przesłanki za istnieniem piorunów na Wenus, jednak ich istnienie pozostawało kontrowersyjne, w związku z różnicami między ziemską i wenusjańską atmosferą. Dopiero badania orbitera Venus Express dowiodły jednoznacznie występowania piorunów, w dodatku o energii podobnej do występujących na Ziemi. Z kolei na Marsie, którego atmosfera jest bardzo rozrzedzona, pioruny powstają podczas burz pyłowych.

## Piorun w kontekście kulturowym
W japońskiej kulturze piorun jest jednym z pięciu żywiołów. Okalające go żywioły to ziemia i powietrze, a zależności między nimi to:
- piorun wnika w ziemię,
- powietrze stanowi barierę dla pioruna.

W naturalnych religiach europejskich piorun jest często używany jako boski atrybut, najczęściej przypisywany najwyższemu z Bogów (Perun, Zeus, Thor itp.).

## Piorun jako symbol
Symbol pioruna jest umieszczany na tablicach i znakach informujących np. o niebezpieczeństwie związanym z porażeniem prądem elektrycznym.
Piorun był symbolem Grup Szturmowych Szarych Szeregów.
W 2020 roku czerwony piorun na czarnym tle zaczął symbolizować strajk kobiet.

## Fulguryty
Często po uderzeniu pioruna w podłoże zawierające substancje topiące się w wysokiej temperaturze powstają fulguryty. Są to charakterystyczne twory, zbudowane z krzemionki.